# 北關東
北關東（日语：／ Kitakantō */?）指的是利根川以北的關東地方，包括茨城縣、栃木縣、群馬縣3縣。有時也包括埼玉縣。對應語是南關東。北關東3縣占了日本人口的約6%，約有700万人居住于此，并產出大約27兆日圓的GDP。

## 關聯條目
- 頭文字D
- 北關東工業地域
- 上武
- 毛武
- 南關東
- 日本首都圏
- 廣域關東圏
- 關東地方知事会